# Rhexius substriatus
Rhexius substriatus är en skalbaggsart som beskrevs av Leconte 1878. Rhexius substriatus ingår i släktet Rhexius och familjen kortvingar. Inga underarter finns listade i Catalogue of Life.